# Fédération zimbabwéenne de rugby à XV
La Fédération zimbabwéenne de rugby à XV (officiellement en anglais : Zimbabwe Rugby Union), est l'instance qui régit l'organisation du rugby à XV et du rugby à sept au Zimbabwe.
Initialement, sa portée s'étendait au territoire de la Rhodésie, englobant ceux de la Rhodésie du Nord et de la Rhodésie du Sud, jusqu'à la scission en deux États indépendants.

## Historique
La Rhodesia Rugby Football Union est créée en 1895 en tant que fédération régionale affiliée à la South African Rugby Board en 1895,,,. Elle est par la suite représentée par une sélection rhodésienne, formée pour la première fois en 1898, afin de participer à la Currie Cup en Afrique du Sud. L'équipe est alors considérée comme une structure destinée à participer au développement du rugby sud-africain,.
En 1952, l'organisation du rugby en Rhodésie est restructurée, divisée entre le Nord et le Sud. En 1965, la Rhodésie du Nord, devenue entre-temps la Zambie, se sépare définitivement d'un point de vue sportif de la Rhodésie du Sud, avec la création d'une fédération dédiée. Historiquement, l'héritage du rugby rhodésien reste rattaché à celui du Zimbabwe. Après l'indépendance déclarée en 1980, qui voit le pays renommé Zimbabwe, la fédération subsiste et est ainsi renommée Zimbabwe Rugby Football Union, puis plus tard la Zimbabwe Rugby Union. L'indépendance du pays conduit à la fin des liens sportifs entre le Zimbabwe et l'Afrique du Sud, notamment la participation à la Currie Cup.
Elle devient en mars 1987 membre de l'International Rugby Board, organisme international du rugby,. La même année, elle intègre la Confédération africaine de rugby, organisme régissant le rugby sur le continent africain.
Elle intègre en 1996 la Fédération internationale de rugby amateur jusqu'en 1999, date à laquelle cette dernière réduit son périmètre d'action au continent européen.
La fédération est également membre du Comité olympique du Zimbabwe.
Dans les années 2010, soit près de trente ans après avoir coupé les partenariats sportifs avec l'Afrique du Sud, des liens sont à nouveau renoués avec la Fédération sud-africaine, actant notamment l'inclusion de clubs zimbabwéens à la structure des compétitions sud-africaines, dans l'optique de développer leurs performances dans un environnement compétitif.

## Identité visuelle

Évolution du logo
Ancien logo.

## Présidents
Les personnes suivantes se succèdent au poste de président de la fédération :
- 1894-1896 : H. Melville Heyman
- 1897-1899 : Sir Arthur Lawley
- 1900-1914 : H.E Sir William Milton
- 1915-1923 : H.E Sir Drummond Chaplin
- 1924-1928 : H.E Sir John Chancellor
- 1929-1935 : H.E Sir Cecil Rodwell
- 1936-1949 : A.C.L Webb
- 1950-1955 : R.H Hart ESQ
- 1956-1959 : T. Francis ESQ
- 1960-1966 : D.W Lardner-Burke
- 1967-1969 : H. Hawkins
- 1970-1972 : R.H Stewart ESQ
- 1973-1975 : Mr J.H Gibson
- 1976-1978 : R.H Stewart ESQ
- 1979-1980 : D.C Van Jaarsveldt ESQ
- 1980-1983 : D.L.L Morgan
- 1984-1985 : R.T.S Brown
- 1986-1989 : D.L.L Morgan
- 1990-1992 : R.H.H Hacker
- 1993-1995 : D.B Forster-Jones
- 1996-1998 : F. Putterill
- 1999 : B. Loxton
- 2000 : T. Kadyautumbe
- 2001-2003 : L. Majuru
- 2004-2006 : B. Williams
- 2007-2008 : B. Hobson
- 2009-2011 : S. Sibanda
- 2012-2015 : J. Faulkenberg
- 2016-2018 : N. Sibanda
- depuis 2018 : Aaron Jani